# 벵기
벵기(텔루구어: వేంగి)는 오늘날 안드라프라데시주에 있는 인도 지역으로 고다바리강과 크리슈나강 삼각주에 걸쳐 있다. 수도는 엘루루 근처의 페다베기에 위치해 있었다. 벵기는 거의 7세기 동안 고대 안드라에서 가장 유명한 도시였다. 벵기는 살란카야나 왕조와 같은 안드라 왕조들의 수도로 사용되었다. 이 지역은 기원전 3세기 중반 아소카의 마우리아 제국의 일부였다. 기원전 185년 마우리아 제국이 무너진 후, 이 지역은 사타바하나 왕조가 지배했고, 그 후 안드라 이크슈바쿠 왕조가 이 지역을 차지했다. 기원전 300년경, 안드라 이크슈바쿠 왕조는 살란카야나 왕조로 대체되었으며, 5세기 후반에 살란카야나 왕조는 비슈누쿤디나 왕조에게 합병되었다.
찰루키아 왕 풀라케신 2세는 7세기 초 비슈누쿤디나가 차지하고 있던 벵기를 정복하고 그의 동생 쿠브자 비슈누바르다나를 총독으로 임명했으며, 쿠브자 비슈누바르다나는 나중에 동찰루키아 왕조를 개창했다. 동찰루키아는 라자라자 1세(985-1014)에 의해 촐라 제국에게 처음 정복되었고, 이후 촐라와 동찰루키아 사이의 결혼 동맹을 통해 촐라 제국과 매우 밀접하게 연결되었다. 이로써 동찰루키아는 동찰루키아를 자신의 부하로 삼으려는 서찰루키아의 간섭을 차단할 수 있었다. 쿨로퉁가 1세 치세 동안 벵기 왕국은 촐라 제국에 흡수되었다.